# Лінивка-смугохвіст панамська
Лінивка-смугохвіст панамська (Nystalus radiatus) — вид дятлоподібних птахів родини лінивкових (Bucconidae).

## Поширення
Вид поширений в Панамі, на заході Колумбії та Еквадору. Мешкає у тропічних лісах. Трапляється в середніх та верхніх ярусах лісу, рідше на узліссях, на мало заселених землях, галявинах з окремими деревами, а іноді і в нижніх ярусах вологих лісах.